# 是永千惠
是永千惠（日语：／ Korenaga Chisato */?；1995年2月20日—）是NHK的播音员。

## 生平
是永千惠出生于香川县绫歌郡绫川町。她从高松第一高等学校和法政大学社会学系毕业后，于2017年4月加入NHK。她的第一份工作是在鸟取放送局。2021年移至札幌放送局，2024年4月移至东京主播室。
NHK于2024年2月14日宣布，是永千惠从2024年4月起负责《NHK新闻 早安日本》（副主播，平日）。